# Там, където е сърцето (филм, 2000)
„Там, където е сърцето“ (на английски: Where the Heart Is) е американска романтична драма от 2000 г. на режисьора Мат Уилямс, по сценарий на Лоуъл Ганц и Бабало Мандел, адаптация на едноименния роман от 1995 г. на Били Лец. Във филма участват Натали Портман, Ашли Джъд, Стокард Чанинг и Джоан Кюсак.